# Ђилестра I (Рагуза)
Ђилестра I је насеље у Италији у округу Рагуза, региону Сицилија.
Према процени из 2011. у насељу је живело 19 становника. Насеље се налази на надморској висини од 486 м.